# Van der Waalsova rovnice
Van der Waalsova rovnice je stavová rovnice, která na rozdíl od stavové rovnice ideálního plynu zohledňuje skutečnost, že při výpočtu nelze zanedbat vlastní objem částic tvořících plyn a také to, že přitažlivé síly mezi částicemi, tzv. kohezní síly, ovlivňují pohyb částic.
Tyto skutečnosti lze zanedbat v řídkém plynu, neboť jednotlivé částice plynu jsou od sebe dostatečně vzdáleny, takže jejich vlastní objem je vůči objemu, v němž se pohybují (a ve kterém se nenachází žádná jiná částice) zanedbatelný, a vzhledem ke vzdálenostem mezi částicemi je možné zanedbat i kohezní síly.
Van der Waals byl první, který upravil rovnici ideálního plynu k popisu chování reálného plynu.

## Rovnice
Van der Waalsovu rovnici zapisujeme ve tvaru
{\displaystyle \left(p+n^{2}{\frac {a}{V^{2}}}\right)(V-nb)=nRT},
kde {\displaystyle a,b} jsou konstanty charakteristické pro každý plyn (jejich hodnoty se stanovují experimentálně), {\displaystyle p} je tlak, {\displaystyle n} je látkové množství, {\displaystyle V} je objem plynu, {\displaystyle T} je termodynamická teplota plynu a {\displaystyle R} je molární plynová konstanta. Členy {\displaystyle {\frac {a}{V^{2}}}} a {\displaystyle b} se nazývají van der Waalsovy korekce. Pro {\displaystyle a=b=0} přechází van der Waalsova rovnice na stavovou rovnici ideálního plynu.

## Korekční členy
Ideální plyn je dokonale stlačitelný, neboť částice ideálního plynu lze považovat za hmotné body. Částice však ve skutečnosti zaujímají určitý prostor (objem). O tento objem se tedy zmenšuje prostor, který mají částice k dispozici pro svůj pohyb. V dostatečně zředěném plynu je vlastní objem molekul zanedbatelný ve srovnání s celkovým objemem plynu. Při vysokých tlacích se však počet částic na objemovou jednotku zvýší natolik, že se vlastní objem molekul stane srovnatelným s celkovým objemem, který stlačený plyn zaujímá. Korekční člen {\displaystyle b} ve van der Waalsově rovnici představuje právě vlastní objem molekul plynu.
U ideálního plynu se předpokládá, že částice na sebe silově působí pouze v okamžiku srážky. Ve skutečnosti na sebe částice působí molekulárními silami, které se na určitou vzdálenost projevují jako přitažlivé (tzv. kohezní nebo van der Waalsovy síly). Tyto síly vytvářejí vnitřní kohezní tlak {\displaystyle p_{i}}, který je třeba přičíst k vnějšímu tlaku {\displaystyle p}. Rozbor ukazuje, že kohezní tlak je přímo úměrný čtverci koncentrace částic (nebo nepřímo úměrný čtverci objemu plynu), což lze vyjádřit ve tvaru
{\displaystyle p_{i}={\frac {a}{V^{2}}}}
Kohezní tlak rychle narůstá při zmenšování objemu. Výsledný tlak, který se nachází ve van der Waalsově rovnici je tedy součtem tlaku plynu a jeho kohezního tlaku.